# Dudley Digges (officier de la Royal Navy)
Dudley Digges, mort en 1779, est un officier de la Royal Navy. Il sert durant la guerre de Sept Ans, atteignant le rang de captain.

## Biographie
Dudley Digges accède au grade de lieutenant le 13 juillet 1745.
Il commande le sloop Swan, portant 10 canons, du 28 août 1751 au 18 décembre 1753, date à laquelle il est nommé captain.
En 1754, il est nommé à bord du Centaur, un vaisseau de sixième rang.
En  octobre de la même année, il prend le commandement du Nightingale, portant 22 canons, qu’il conserve jusqu’en 1756.
De mars 1756 à 1757, il commande le Kennington, puis le Maidstone à partir de janvier 1758. À son bord, il participe à la bataille des Cardinaux le 20 novembre 1759.
Il prend le commandement du Deptford (en) de septembre 1761 jusqu’en 1763, avec lequel il prend part à la bataille de la Havane.